# إيلي (فلم 2019)
إيلي (بالإنجليزية: Eli) فيلم رعب أمريكي تم إصداره في 18 أكتوبر 2019 . من إخراج سياران فوي. و تأليف ديفيد تشيرشيريلو، إيان غولدبرغ، ريتشارد ناينغ. و بطولة كيلي رايلي وسادي سينك وليلي تايلور.

## ملخص القصة
إيلي مباة يللر هو صبي يعاني من مرض نادر يسبب حساسية شديدة تجاه الهواء الطلق، مما يجبره على أن يعيش حياته في ملابس واقية. اصطحبه والديه روز وبول إلى المركز الطبي المعزول للدكتورة إيزابيلا هورن، وهو منزل كبير و قديم تم تطويره ليصبح حجرا صحيا. شعر إيلي بسعادة غامرة في البداية لأن المنشأة المركز الطبي تسمح له بإزالة "البدلة الواقية"، واحتضان والديه، والتمتع بوسائل الراحة التي حُرم منها سابقا. كانت فرحته قصيرة الأجل، حيث بدأ في مواجهة الظواهر الخارقة في المنزل. .

## الممثلون
| الممثل        | الدور/الوظيفة |
| ------------- | ------------- |
| تشارلي شوتويل | إيلي          |
| كيلي ريلي     |               |
| ليلي تايلور   |               |
| دينين تايلر   |               |
| ماكس مارتيني  |               |
| سادي سينك     |               |

## روابط خارجية
- مقالات تستعمل روابط فنية بلا صلة مع ويكي بيانات